# Simon J. Berger

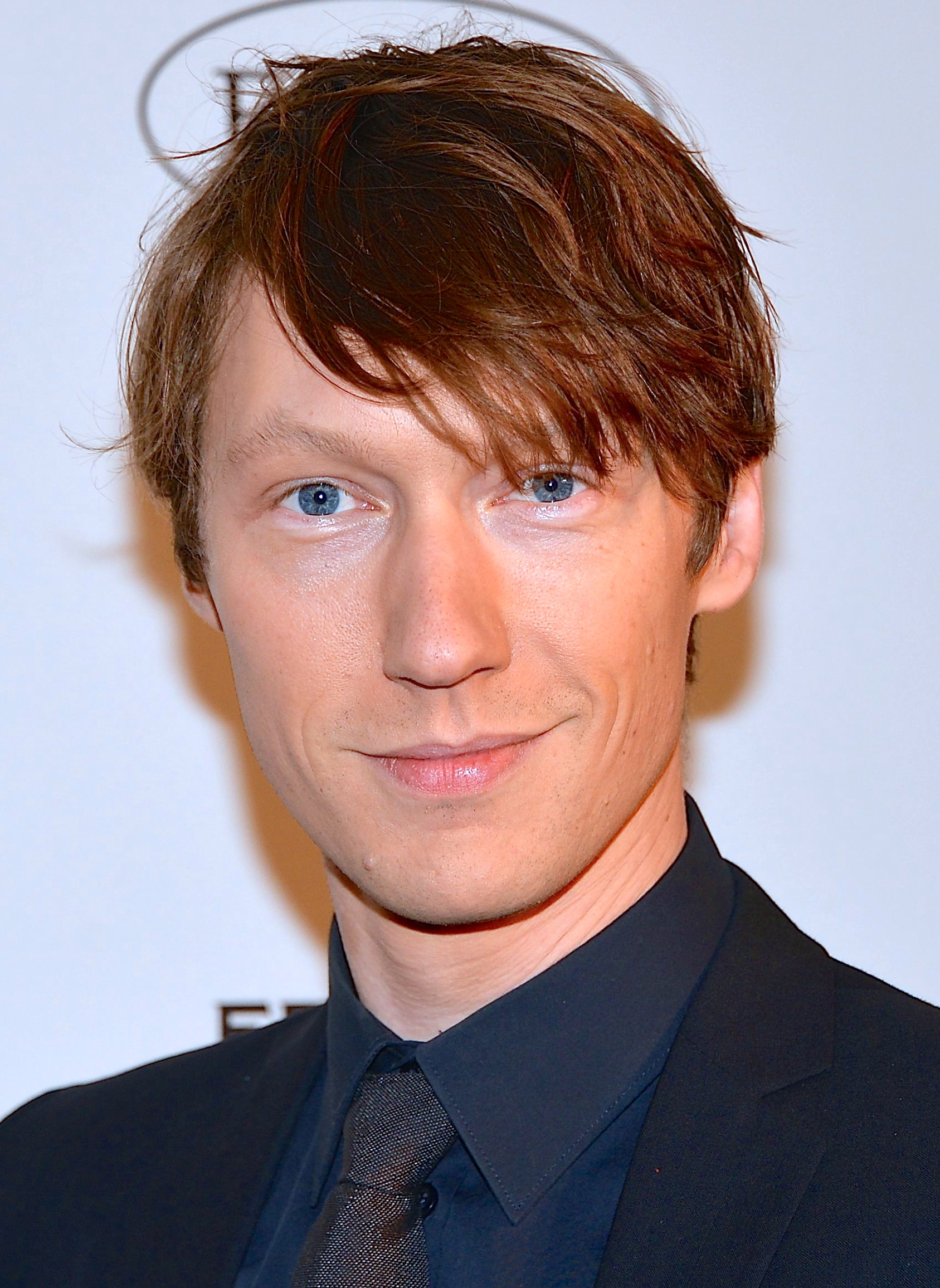
Simon J. Berger, 2013

Simon Jönsson Berger (* 1. Juni 1979) ist ein schwedischer Schauspieler.

## Leben
Berger ist Sohn des Jazzmusikers Bengt Berger und der Künstlerin Gittan Jönsson. Er wuchs im Stockholmer Stadtbezirk Södermalm auf, bevor er im Alter von 13 Jahren mit seiner Mutter nach Brantevik in der Gemeinde Simrishamn zog. Sein jüngerer Bruder ist der Regisseur Jöns Jönsson, ihr Vater heiratete später die Schauspielerin Ann Petrén. In seiner Jugend spielte Berger in mehreren Theateraufführungen und Musicals mit. Nach dem Ende seiner Schulzeit begann er Altgriechisch und andere geisteswissenschaftliche Fächer an der Universität Lund zu studieren. Während seiner Zeit dort spielte er weiter Theater mit dem Lunds Nya Studentteater, jedoch zunächst ohne die Absicht, selbst Schauspieler zu werden. Nach vier Jahren in Lund ging er nach Svalöv, wo er für ein Jahr die Theaterlinie der Fridhems Folkhögskola besuchte. Anschließend begann er ein Studium an der Theaterhochschule (Teaterhögskolan) in Malmö, das er 2007 abschloss. In seinem letzten Studienjahr erhielt er das Angebot, in der Serie Upp till kamp die Rolle des Erik zu übernehmen. In dem im Jahr 2008 veröffentlichten Kurzfilm Istället för Abrakadabra, der unter anderem für einen Oscar nominiert wurde, übernahm er die Hauptrolle. Nach den beiden Filmen gelang es Berger längere Zeit nicht, weitere größere Filmrollen zu erhalten.
Berger spielte unter anderem am Königlichen Dramatischen Theater in Stockholm. Dort übernahm er etwa im Jahr 2010 eine Rolle im Theaterstück Mannen i ormskinnsjackan. Zu Beginn der 2010er-Jahre gelang es ihm erneut, Rollen in größeren Projekten wie der Serie Don’t Ever Wipe Tears Without Gloves und dem Film Call Girl zu erhalten. Für seine Rolle als Paul in der Serie Don’t Ever Wipe Tears Without Gloves wurde er 2013 bei der von der LGBT-Zeitschrift QX veranstalteten Gaygalan als „TV-Star des Jahres“ ausgezeichnet. In den Jahren darauf wirkte er in Serien wie Modus und mehreren Filmen mit. Ab 2019 spielte er in der norwegischen Dramaserie Exit eine der Hauptrollen. Beim norwegischen Fernsehpreis Gullruten wurde er dafür 2020 in der Kategorie des besten Schauspielers nominiert.

## Auszeichnungen
- 2013: Gaygalan, „TV-Star des Jahres“
- 2020: Gullruten, Nominierung in der Kategorie „Bester Schauspieler“[7]

## Filmografie (Auswahl)
- 1997: Kenny Starfighter (Fernsehserie)
- 2007: Upp till kamp (Fernsehserie, 4 Folgen)
- 2008: Istället för Abrakadabra (Kurzfilm)
- 2010: Mankells Wallander: Das Erbe (Fernsehserie, 1 Folge)
- 2010: Bessere Zeiten
- 2010: I Anneli (Fernsehserie)
- 2010: Aus dem Leben unserer Freunde (Fernsehserie)
- 2011: Anno 1790 (Fernsehserie, 1 Folge)
- 2012: Arne Dahl: Rosenrot
- 2012: Call Girl
- 2012: Don’t Ever Wipe Tears Without Gloves  (Fernsehserie, 3 Folgen)
- 2013: Hotell
- 2013: Hemma
- 2013: Farliga drömmar
- 2014: Lamento
- 2015: Master Plan – Der perfekte Coup (Jönssonligan – Den perfekta stöten)
- 2015–2017: Modus – Der Mörder in uns (Fernsehserie)
- 2015: De nærmeste
- 2016: Insiativet (Fernsehserie, 4 Folgen)
- 2017: Trädgårdsgatan
- 2018: Conspiracy of Silence (Fernsehserie)
- 2019: Hidden – Der Gejagte (Fernsehserie)
- 2019–2023: Exit (Fernsehserie)
- 2020: Roslund & Hellström: Box 21
- 2021: Jäger – Tödliche Gier (Fernsehserie, 6 Episoden)
- 2021: Die Königin des Nordens (Margrete den første)
- 2022: Mini-Zlatan und der liebste Onkel der Welt (Lill-Zlatan och morbror Raring)
- 2023: Sulis 1907
- 2023: Slutet på sommaren
- 2023: Historien om Sverige (Fernsehserie)